# 死于自己发明的发明家列表

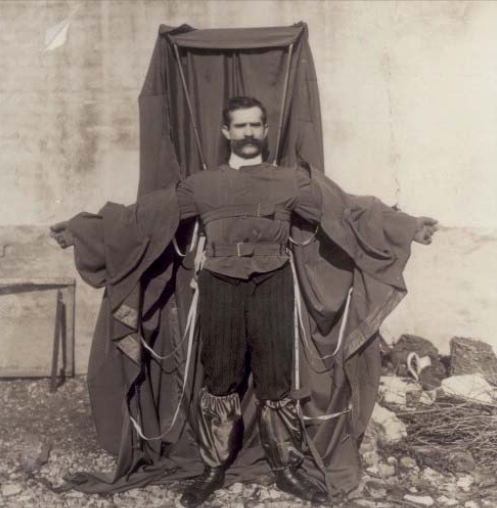
弗兰兹·瑞切特 （1912年）他穿着自己设计的“降落伞”从埃菲尔铁塔往下飞，但是试验没有成功，弗兰兹从塔上直接栽了下来，当场死亡。

死于自己发明的发明家列表收录了因为自己的发明而直接或间接死亡的发明家。

## 死因

### 车辆

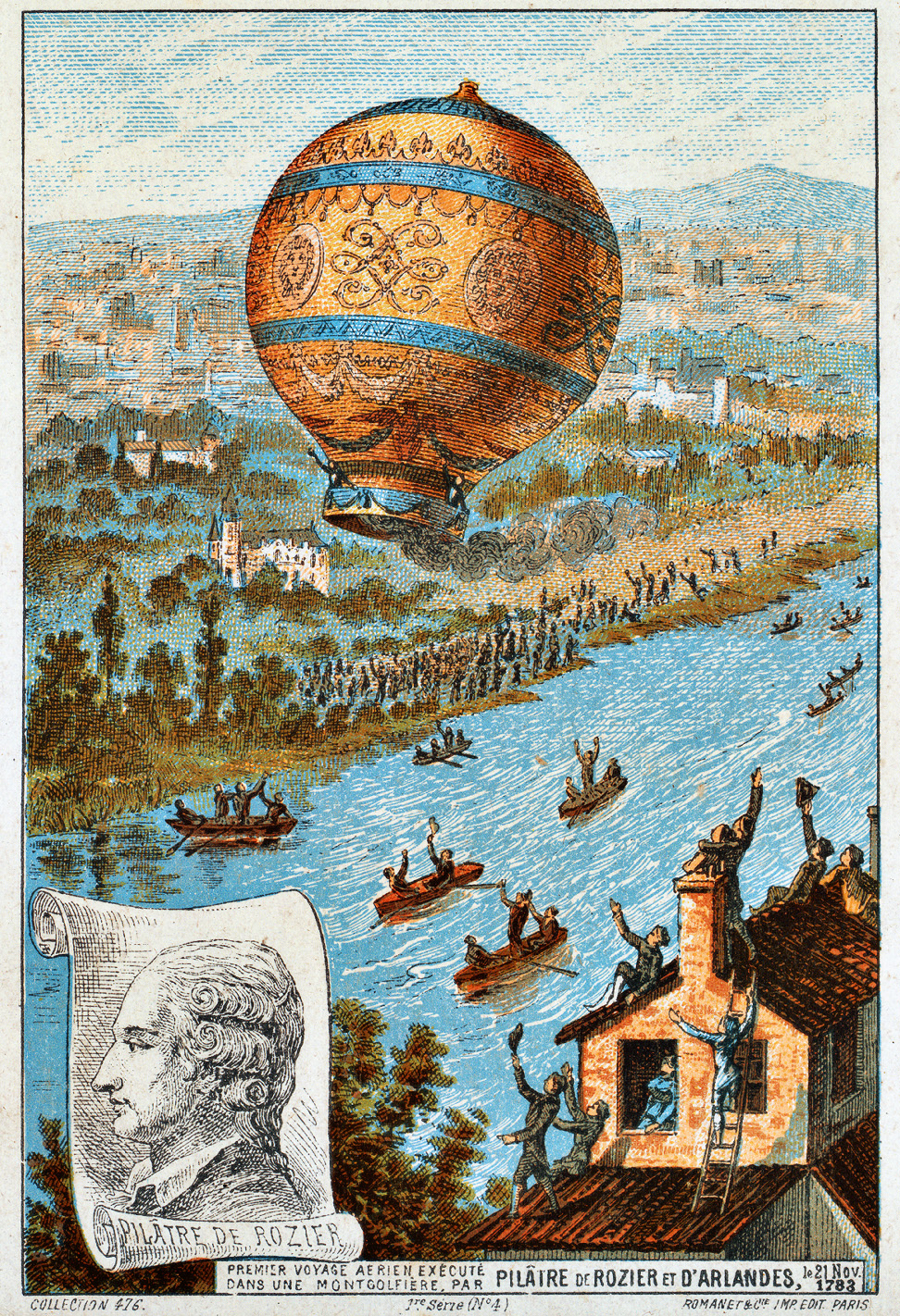
1783年11月21日，人类首次无系留热气球飞行

- 威廉·尼尔森 （英语：William Nelson，约1879−1903）  威廉·尼尔森是通用电气的员工。他尝试用一种新方式将自行车摩托化。1903年，在一次测试中，他从原型实验车上坠落身亡。[1]

### 航空

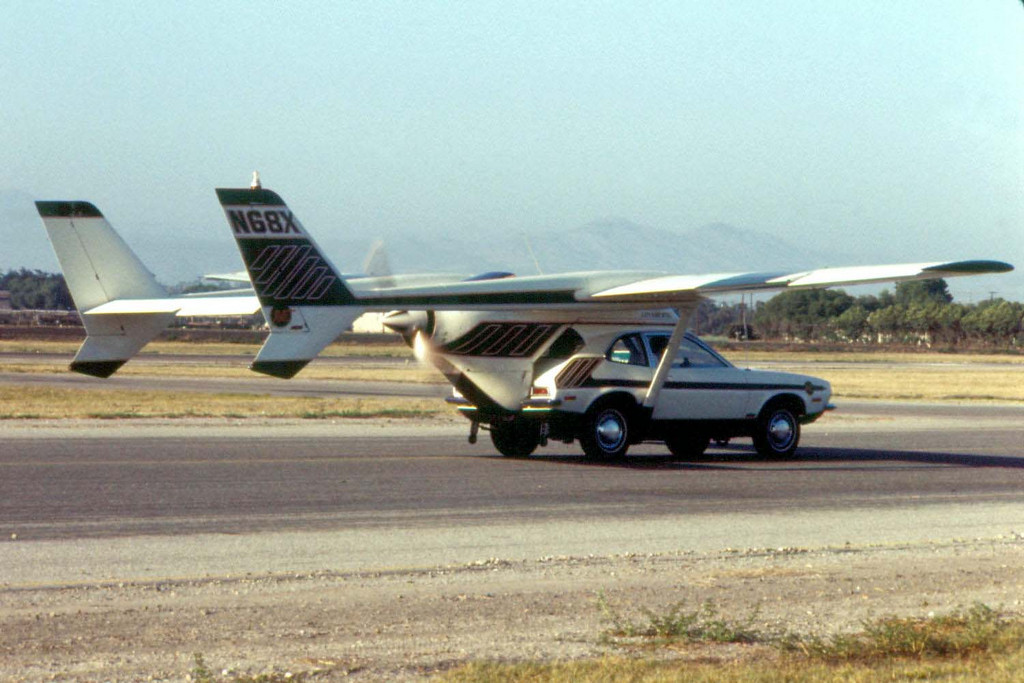
亨利·斯莫林斯基设计的飞行汽车：AVE Mizar

- 加瓦哈利 （英语：al-Jawhari，约故于1002–1008年间）  加瓦哈利是出生在讹答剌（今哈萨克斯坦南部）的哈萨克族突厥学者。为了尝试飞行，他发明了一双木制翅膀和一套绳索。从内沙布尔的一座清真寺屋顶跳下，不幸直接坠落身亡。[2]
- 德·罗兹尔 （法语：Jean-François Pilâtre de Rozier，1754–1785）  德·罗兹尔是法国化学家、物理学家、发明家、航空先驱者。1783年，他成功进行了人类首次热气球飞行。1785年6月15日，他在试图乘坐自己改装的热气球飞跃英吉利海峡时，热气球突然爆炸，他最后坠落于加来海峡维姆勒附近。[3]他和同伴皮埃尔-罗曼（法语：Pierre Romain）成为了世界历史上已知最早的空难遇难者。
- 奧托·李林塔爾 （德语：Otto Lilienthal，1848–1896）  被后世称为“滑翔机之父”的奥托·李林塔尔设计和制造出了最早的实用滑翔机。1896年8月9日，他操纵自己制造的滑翔机从德国戈伦贝格附近的山坡上起飞。然而不久后，飞机失去控制，他从17米的空中摔落，造成脊椎骨折与脑出血[4] ，并于翌日宣布不治。[5]
- 弗兰兹·瑞切特 （法语：Franz Reichelt，1879–1912）  弗兰兹·瑞切特是法国的一个裁缝，他为了改进自己发明的飞行员专用安全降落衣，亲自到埃菲尔铁塔上进行降落实验。最终实验失败，他坠落而亡。[6]
- 奥雷尔·弗莱库 （英语：Aurel Vlaicu，1882–1913）  弗莱库是罗马尼亚航空先驱、工程师、发明家和早期飞行员。1913年9月13日，弗莱库驾驶自己设计的飞机试图飞越喀尔巴阡山脉时不幸失事遇难。[7]
- 亨利·斯莫林斯基 （英语：Henry Smolinski，1973年去世）  美国飞机工程师、设计师。他把福特平托汽车和飞机融合，设计出了一种飞行汽车。在1973年的实际测试中，由于机翼与汽车脱离，他重伤身亡。[8]
- 迈克尔·戴克 （英语：Michael Dacre，1956–2009）  1988年，迈克尔·戴克成立了Avcen航空用品制造公司。2009年8月16日，他在马来西亚首都吉隆坡试飞自行研制的空中出租车“Jetpot”时，不幸失事遇难，时年53岁。[9]

### 机械
- 威廉·布洛克 （英语：William Bullock，1813–1867）  美国发明家。1863年，他发明了一种快速、高效的轮转印刷机。[10][11]1867年，他在费城安装印刷机的时候，脚被滑轮弄伤，致使坏疽。最后，他在截肢手术时不幸身亡。[12]

### 海洋

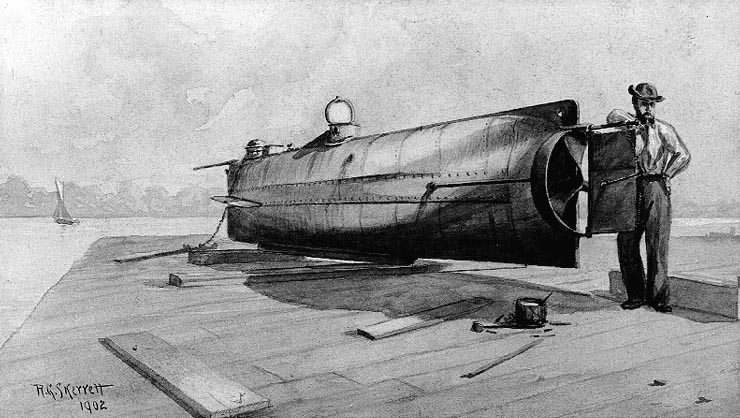
汉利号潜艇

- 亨利·温斯坦利（英语：Henry Winstanley）（1644–1703）  温斯坦利是英国灯塔设计师和工程师。1698年，它在德文郡的埃迪斯通群礁（英语：Eddystone Rocks）建成了首座灯塔。1703年末，“史无前例的大风暴”来袭[A]，灯塔遭到了毁灭性的破坏。当时他和5名同事在灯塔里做一些维修工作，均未逃过大风暴的劫难。[13]
- 何瑞斯·洛森·汉利（英语：Horace Lawson Hunley）（1823–1863）  汉利是美利堅聯盟國（南軍）海军工程师，也是世界历史上第一艘用于军事战争的潜艇——汉利号潜艇的设计发明者之一。在美国内战期间，南北双方都在研究各种各样的军事武器，而汉利的研究目标是手动人力潜水艇，经过大量的模型失败、动力不足等问题后，汉利和他的研究小组终于造出了一艘可以使用的潜水艇（即汉利号）。最初测试的时候，水冲破了舱门，造成了五名船员死亡。1863年10月15日，汉利号在一次模拟作战中上浮失败，导致汉利本人与其他七名船员一并丧生。邦联海军在意外发生后将汉利号打捞出水面，继续服役。[12]
- 考珀·菲普斯·科尔斯（英语：Cowper Phipps Coles）（1819–1870）  科尔斯是英国海军上校。1859年，他为自己研制的旋转炮塔申请了专利。[14]1867年，他开始建造自己的轮船——HMS船长号（HMS Captain）。[B]他给船增加了“飓风甲板”等大胆改装设计。然而，这个设计却提高了船的重心。在1870年9月6日的出航活动中，船只遇风开始剧烈摇晃，最终科尔斯和船员们连同船一起沉入了大海。[15]
- 斯托克顿·拉什（Stockton Rush，1962-2023）OceanGate公司首席执行官，因2023年泰坦號潛水器事件身故。[16]

### 医疗
- 亚历山大·亚历山德罗维奇·波格丹诺夫（1873– 1928）  波格丹诺夫是俄罗斯内科医生、哲学家、科幻小说作家，白俄罗斯民族革命家。在晚年，他开始了一系列输血实验，希望能够通过输血来回复青春，返老还童。他的实验对象还包括列宁的妹妹。1925年至1926年间，他在莫斯科成立了输血研究所。期间，在给一位患有疟疾和结核病的学生抽血时，他不慎感染病毒，再加上注射入自己体内后血型不符等原因，不久后便离开人世。[17][18]
- 托马斯·米基利（1889–1944）  托马斯·米基利是美国机械工程师和化学家。因发明对环境有巨大破坏作用的四乙基铅和氟利昂而闻名于世。1940年，51岁的米基利患上脊髓灰质炎而成为跛子以后，给自己发明设计了一套绳索滑轮系统，以辅助在床上的抬身或翻身运动。1944年，他被该装置中的滑轮绳索缠住，窒息而死，终年55岁。[19][20][21]

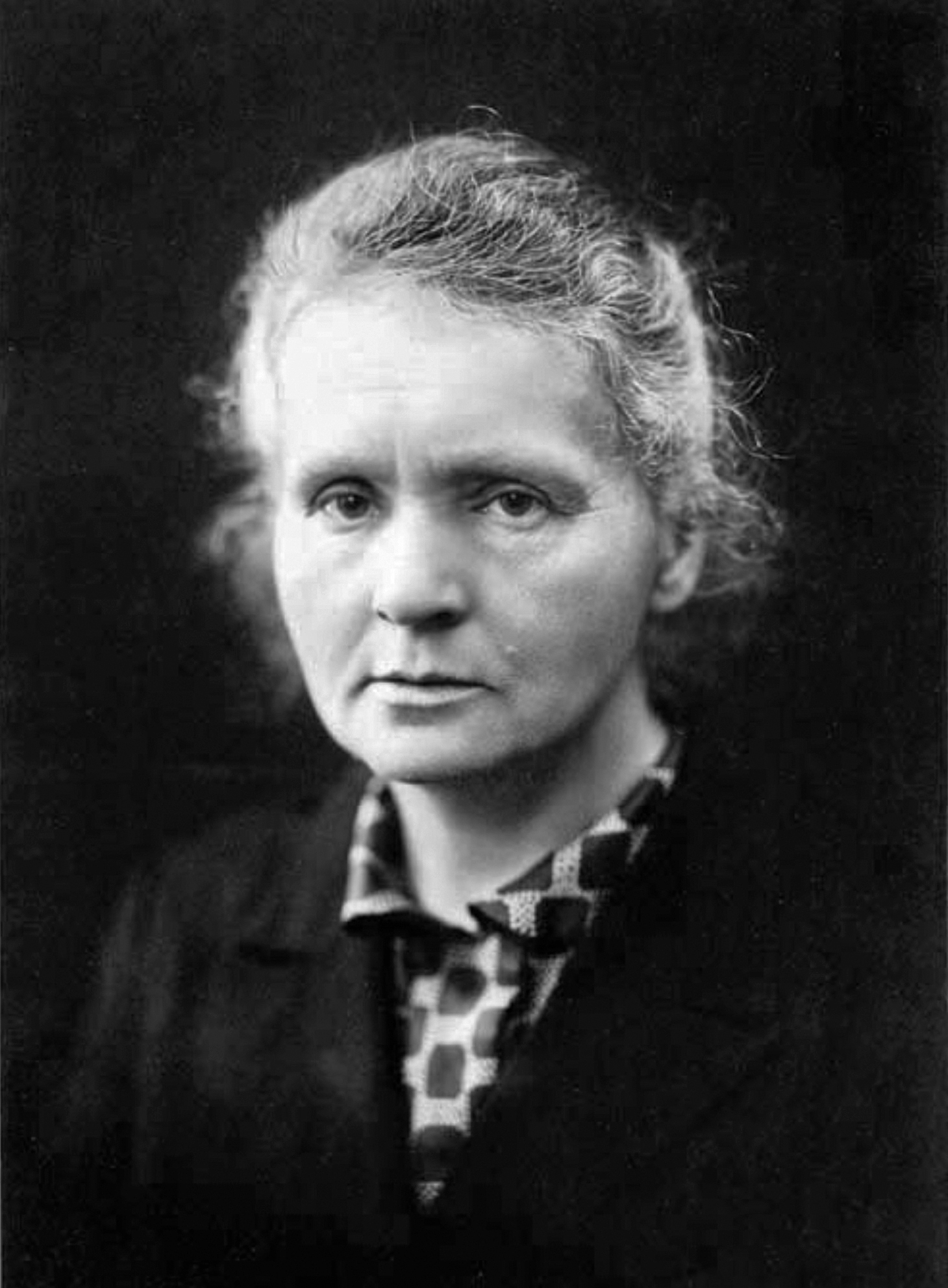
居里夫人

### 物理
- 居禮夫人 （1867–1934）  第一次世界大战期间，居里夫人用X射线设备、车辆、辅助发电机，组装出了流动式X光机，协助战地外科医生治疗伤者。因为X射线设备没有安装防护装置，她暴露于辐射数十年而患上了多种慢性疾病（包括因白内障而近乎失明），甚至造成她的死亡，可是居里夫人从未真正认识到暴露在辐射中的健康风险。[22][12]

### 铁道
- 瓦勒良·阿巴科夫斯基（英语：Valerian Abakovsky） （拉脱维亚语：Valerians Abakovskis，1895–1921）  阿巴科夫斯基是出生于里加的前苏联发明家，契卡的私人司机。他发明了高速有轨螺旋桨马车[需要解释]“飞车号”（英语：Aerowagon）。1921年7月24日，他和几名工程师乘坐“飞车号”从莫斯科开往图拉煤矿进行运行测试。行程中表现良好，然而在返程中，马车脱轨坠落，阿巴科夫斯基和车上乘客全部死亡。[23]

### 火箭
- 马克斯·法列尔 （英语：Max Valier，1895–1930）  法列尔是奥地利火箭先驱，也是一位科普自由作家。他为了发明出能飞上天的火箭，试图研制出非冷却式液体火箭发动机。在1930年的一次汽车实验中，发动机里的酒精剧烈燃烧，产生爆炸，法列尔不幸遇难。[24]

### 特技表演
- 卡雷尔·苏塞克（英语：Karel Soucek）（1947–1985）  苏塞克是一个加拿大特技演员。1984年，他发明了一个减震“密封舱”（形状类似于木桶）。7月2日，在经过准备后，他乘坐该舱，从尼亚加拉大瀑布滚落。最后，他从舱内走了出来，身上带有血迹，但并无生命危险。[25]1985年，他冒险乘坐自己发明的“密封舱”，从休斯敦阿斯托洛圆顶运动场透明顶部离地面180英尺（约54.9米）的高度滚下。由于被过早地释放，舱体落地后开始旋转，没有滚到预定到达的缓冲水槽中。最后，密封舱砸在了水槽边缘的硬壳，苏塞克重伤，次日去世。[26]

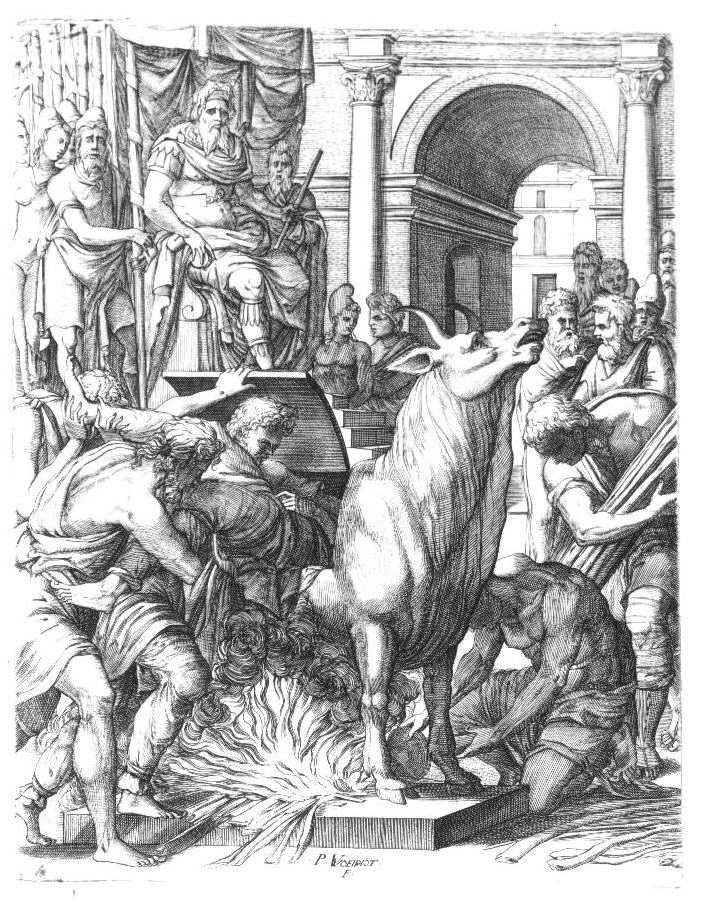
Perillos被强行塞入自己发明的黄铜雄牛刑具中

## 有名的传说和故事
- 雅典的佩里洛斯（Perillos） [C]（约公元前550年）  根据希腊传说，Perillos发明了一种黄铜制作的火刑刑具，外形酷似公牛，這酷刑稱為銅牛刑。他献给了西西里阿克拉伽斯的帝王法拉里斯，然而却被帝王要求进行首次活体实验。他最终被自己制造的刑具烧死。[27][28]
- 万户（约公元1500年）  万户是传说中中国明朝的一个官吏，亦是“历史上首位尝试用火箭升空的人”。[29]

## 扩展阅读
- Ebenezer Cobham Brewer. . . Bartleby. 1898: 657–658  [2018-07-27]. （原始内容存档于2020-10-19）.
- “注定失败的工程师们”（英语）